# 武隆阿
武隆阿（穆麟德轉寫：Ulungga，?—1831年），勇號阿勒精阿巴圖魯，字駿亭，瓜爾佳氏（或作瓜勒佳氏），是一位出身滿洲正黃旗以監生身分任官的清朝官員。

## 生平
嘉慶二年（1797年），他以健銳營前鋒之身分在湖北參與討伐白蓮教。嘉慶六年，他一路被擢升至副都統官銜。嘉慶十年，他被授任廣州潮州鎮總兵。
嘉慶十一年（1806年），武隆阿因潮州任內失職遭判謫戍伊犁。後來，他因海盜蔡牽（1761 - 1809）等人騷擾臺灣而被調到當地，協同王得祿等人擊退盜匪，因有功而被封為頭等侍衛，並隨後被派任汀州鎮總兵（但未赴任）；又被派任臺灣總兵並隨後上任（嘉慶十二年，1807年）。在臺灣總兵任內，他清除了蔡牽的殘餘勢力，逮捕了幫派分子張送，並辦理了裁減防汛。
嘉慶二十五年（1820年），他因母親過世返回家鄉。
道光元年（1821年），他因針對八旗生計問題提出建言而遭朝廷以莠方亂政罪處以降職。道光三年至道光五年（1823年），他成為直隸提督；後來，他又陸續擔任江西巡撫、山東巡撫等職務。
他曾在張丙起事時被派任督師（官銜提督），但未赴任而前往新疆平定亂事，被授予欽差大臣官銜並斬殺當地領導人色提八爾第。
他在道光十一年（1831年）過世，被朝廷列為功臣並為其繪製肖像於紫光閣。 
他在臺灣任職十二年左右，也是在臺灣任職最久的總兵之一。此外，他喜愛書法並善於行草。

## 代表墨跡
- 中港慈裕宮「允王惟后」匾額[8][9][10]
- 大肚永和宮「克配彼天」匾額
- 桃園景福宮「赫聲濯靈」匾額[11][12]
- 壽山巖觀音寺題字
- 新莊慈祐宮「海宇攸寧」匾額
- 桃園十五街庄福德宮匾額[13]

## 家庭
他的父親是七十五，他的兒子有慶安、慶寅、慶容、慶寬等人。

### 相關人物
- 黃清泰：美濃人，受武隆阿重用而被一路提升至參將[3]；其子黃驤雲為六堆首位進士，於介入當地械鬥事件中遭民眾怨恨後移居中港頭份莊。[14]
- 謝金鑾：與武隆阿因抵禦蔡牽而在嘉義結識。[15]
- 楊遇春：與武隆阿一同平定新疆亂事。
- 長齡：與武隆阿一同平定新疆亂事。

### 相關事件
- 郭百年事件：武隆阿判處郭百年枷杖、拆毀當地土城、撤回水裡、埔裡二社佃耕，使埔社原居民得以返回家鄉居住。[16]

### 相關古蹟
- 武陵橋：「武陵」一名相傳源自曾駐軍當地平亂的武隆阿。[17]

| 前任： 許松年 | 台灣鎮總兵 1807年上任 | 繼任： 林承昌 |

| 前任： 慶山 | 台灣鎮總兵 1819年上任 | 繼任： 印登額 |

## 延伸閱讀
[在维基数据编辑]
 《清史稿·卷368》，出自趙爾巽《清史稿》

- 試析道光朝的君臣互動 以張格爾事件為中心 - 國立臺灣師範大學
- 祭祀行為背後的人群競合──以蘭境楊廷理為主的觀察 （页面存档备份，存于）